# كريستال (فلم)
كريستال هو فيلم موسيقي مصري من إخراج عادل عوض  وبطولة شريهان، هشام سليم، إيمان، عبد المنعم مدبولي، صلاح قابيل والمنتصر بالله، صدر الفيلم في 23 أغسطس 1993.

## نبذة
بعد إصابتها بشكل بالغ يمنعها من ممارسة الرقص مجددًا، تبحث (ندى) نجمة الاستعراض التي صارت المسؤولة عن الفرقة عن راقصة جديدة لتكون هى بطلة الفرقة بدلًا منها، وبالصدفة تشاهد (حسنة) وهى ترقص في أحد الموالد فتعجب بها وتقرر تدريبها، وتحاول الفتاة التي كانت مرشحة لتكون البطلة أن تتخلص من حسنة.

## طاقم العمل
- شريهان بدور حسنة
- هشام سليم بدور أحمد
- إيمان بدور ندى
- عبدالمنعم مدبولي بدور قباري والد حسنة
- صلاح قابيل بدور مشتري الكليه
- المنتصر بالله بدور عضو في فرقة قباري
- حسن كامي بدور صديق ندى
- لمياء الجداوي من أعضاء الفرقة
- صلاح عبدالله بدور مرعي صديق قباري
- علا رامي من أعضاء الفرقة
- يوسف عيد من أعضاء الفرقة

## وصلات خارجية
- مقالات تستعمل روابط فنية بلا صلة مع ويكي بيانات